# Thomson Scientific
Thomson Scientific & Healthcare fue una compañía científica aplicada a la salud. En 1992 adquirió el Institute for Scientific Information (ISI). Más tarde se convirtió en una de las cinco divisiones de The Thomson Corporation entre 2006 y 2008. A raíz de la fusión de Thomson con Reuters Group y la creación de la empresa conjunta Thomson Reuters en 2008, se convirtió en la "sección científica", una unidad de negocio de la nueva empresa. En 2009, los negocios científicos se unieron junto con los negocios de salud para formar el negocio conjunto denominado en la jerga Healthcare & Science. Sin embargo, la parte del negocio de salud fue vendida en 2012 a la compañía Truven Health Analytics. Antes de 2006, las dos empresas se combinaron como Thomson Scientific & Healthcare. A finales de 2011, Thomson Reuters anunció una nueva estructura organizativa, dedicando una de sus divisiones a la propiedad intelectual y la ciencia.
La unidad de ciencia de Thomson Reuters trabajaba en identificar nuevas soluciones basadas en la información de las comunidades académicas, empresariales y de I+D. Tenía oficinas centrales en Filadelfia, Londres, Singapur y Tokio, con cerca de 2.400 empleados en más de 20 países. La unidad Science proporcionó soluciones de información integradas con marcas como Aureka, Delphion, Cortellis, Derwent World Patents Index (DWPI), EndNote, Horizon Global, Horizon Sourcing, IDdb, IDRAC, IP Management Services, ISI Web of Knowledge, MicroPatent PatentWeb, Techstreet, ThomsonPharma, GeneGo, IDDB, Thomson Regulatory Solutions y Web of Science. Esta unidad científica de Thomson Reuters (conocida como unidad de IP y Ciencia) fue vendida en 2016 a Onex y al fondo Barring Asia por $ 3 500 millones. La nueva compañía independiente fue bautizada como Clarivate Analytics.